# Марс и Апрель
«Марс и Апрель» (фр. Mars & Avril, игра слов, где «Mars» — это и месяц март, и планета Марс, а «Avril» — и месяц апрель, и имя главной героини) — канадский (Квебек) фантастический фильм (лирическая драма), дебют режиссёра Мартена Вильнёва. В главных ролях снялись Жак Лангиран, Каролин Даверна, Поль Ахмарани и Робер Лепаж.
Изначально созданием фильма руководил Робер Лепаж, автор ещё одного знаменитого фильма на «космическую» тему, «Обратная сторона Луны», однако в 2007 г. он отказался от прав на фильм, продолжая активно участвовать в его создании и сыграв одну из ведущих ролей.
Несмотря на весьма скромный бюджет, фильм изобилует спецэффектами и зрелищами футуристических технологий.

## Сюжет
Действие происходит в Монреале в 2060-е гг. В то время, как голографическое телевидение ведёт прямой репортаж о первой экспедиции на Марс, пожилой музыкант-экспериментатор Жакоб Обюс (Жак Лангиран) переживает личный кризис. Известный как создатель необычных инструментов и музыки, харизматичный персонаж, он так и не испытал личного счастья и любви. Когда в него влюбляется загадочная девушка по имени Апрель (Каролин Даверна), возникает любовный треугольник между ней, Жакобом и его молодым другом Артюром (Поль Ахмарани). В событиях принимает активное участие изобретатель и космолог Эжен Спаак (Робер Лепаж), отец Артюра, который помогает Жакобу найти истинный смысл его жизни и любви.

## Актёры
- Жак Лангиран, Жакоб Обюс, музыкант-экспериментатор
- Каролин Даверна, Апрель (Авриль), его любовница
- Поль Ахмарани, Артюр
- Робер Лепаж, Эжен Спаак, экспериментатор с голографической головой
- Стефан Демер, Бернар Брель
- Жан Маршан, пневматолог
- Кэтлин Фортен, модель Артюра